# Tamlūk
Tamlūk är en ort i Indien.   Den ligger i distriktet Purba Medinipur och delstaten Västbengalen, i den östra delen av landet, 1 300 km sydost om huvudstaden New Delhi. Tamlūk ligger 8 meter över havet och antalet invånare är 48 646.
Terrängen runt Tamlūk är mycket platt. Havet är nära Tamlūk åt sydost. Runt Tamlūk är det mycket tätbefolkat, med 1 463 invånare per kvadratkilometer. Tamlūk är det största samhället i trakten. Trakten runt Tamlūk består till största delen av jordbruksmark.